# Miss Farah
Miss Farah (الآنسة فرح‎) è una serie televisiva commedio-drammatica e romantica statunitense creata da Jennie Snyder Urman, trasmessa dal 29 dicembre 2019 su MBC4, Shahid VIP, Mix One e Dubai One, adattamento dell'originale versione araba del format Jane the Virgin, in onda sull'emittente The CW. Si basa sulla telenovela venezuelana Juana la virgen creata da Perla Farías, ed è una parodia dei temi e delle vicende generalmente trattati nelle telenovelas latino-americane.
Il 2 novembre 2021, MBC4 e Dubai One ha rinnovato la serie per una quinta e ultima stagione, che è andata in onda nel 8 maggio 2022.

## Trama
Farah è una giovane ventitreenne con il sogno di diventare una scrittrice, frequenta il college
felicemente fidanzata, da due anni, con Tareq, giovane e ambizioso detective di Sharm el-Sheikh. Tra le cose che più contano nella sua vita, oltre al suo dettagliato piano di vita futura, ci sono sua madre, Dalal, rimasta incinta appena sedicenne, e sua nonna Maged, fortemente credente e molto legata ai dogmi cristiani e che, da quando Farah compie tredici anni, la mette in guardia circa le conseguenze del sesso prematrimoniale.
Farah lavora come cameriera in un hotel mentre completa i suoi studi. Sua madre l'ha avuta in giovane età, quindi sono più come amiche che madre e figlia. Quando Farah attraversa un incidente che cambia la vita, sua madre deve restare al suo fianco per aiutarla.
Farah incorpora questi moniti in maniera così profonda da arrivare ai suoi ventitré anni ancora immacolata. Tuttavia, durante un normale controllo ginecologico, la dottoressa Alia Wahdan, in condizioni di stress per aver trovato sua moglie a letto con un'altra, attua erroneamente su Farah un'inseminazione artificiale utilizzando l'unica provetta superstite dello sperma di Shady Wahdan, suo fratello, conservato dallo stesso dopo aver scoperto un cancro. Dopo qualche settimana Farah si scopre incinta e, tra lo stupore e le confusioni iniziali che coinvolgono tutta la famiglia e le persone vicine a lei, decide di portare avanti la gravidanza e dare al legittimo padre il figlio una volta nato. Da qui inizia la trama propria delle telenovelas narrata, nella versione italiana, da Massimo Lopez, che ha il ruolo di narratore onnisciente con uno spiccato lato comico.

## Personaggi e interpreti

### Personaggi principali
- Farah (stagioni 1-5), interpretata da Asmaa Abulyazeid, doppiata da Erica Necci. Una giovane donna che rimane incinta dopo essere stata inseminata artificialmente per errore e decide di portare a termine la gravidanza. Fidanzata con Tareq si invaghirà poi di Shady Wahdan per poi decidere di mettere fine al triangolo amoroso scegliendo Tareq e sposandolo. Nella quarta stagione la vediamo riavvicinarsi al suo primo amore a seguito della morte di suo marito, il quale riapparirà ma totalmente cambiato. Dopo essersi conto di non aver più niente in comune, i due divorziano e Farah corona finalmente il suo sogno d'amore con Shady sposandolo. È una ragazza molto romantica e idealista che, nel corso delle stagioni, cresce diventando più realista. Sempre positiva, vede il buono nelle persone tanto da essere definita, molto spesso, ingenua. Stringe un rapporto di amicizia con Nadine mentre Shady è in carcere e, insieme, si faranno forza. Insieme alla stesura del suo libro, che otterrà poco successo una volta pubblicato, la vediamo impegnata nel ruolo di cameriera, insegnante, assistente editrice, manager del lounge bar del Eden e, infine, sceneggiatrice di telenovela. Ogni volta che deve chiedere scusa a qualcuno, scrive un lungo biglietto.
- Dalal/Dida (stagioni 1-5), interpretata da Rania Youssef, doppiata da Daniela Calò.[12] La madre di Farah. È fidanzata con Dida/Dalal che in seguito sposerà dopo vari tira e molla. È una donna che crede fortemente nel suo sogno di diventare una cantante, ma alla fine aprirà una scuola di danza. Poco religiosa è lei che, la maggior parte delle volte, sprona Farah ad osare nella vita, anche se per prima ci mette molto tempo a prendere decisioni importanti. Si sente molto legata a sua figlia, tanto da considerarla la sua migliore amica. Mariam quarta stagione scopre di avere un cancro al seno al terzo stadio, che riuscirà a sconfiggere grazie a varie cure e al sostegno della famiglia. Si trasferirà a Il Cairo con Dalal, dove frequenterà una scuola d'infermieristica.
- Shady Wahdan (stagioni 1-5), interpretato da Ahmed Magdy, doppiato da Gianfranco Miranda. Il proprietario del Eden Hotel e il padre biologico del bambino di Farah (Farid) e delle gemelle di Nadine. È un uomo affascinante, con un passato da playboy. Abbandona il suo stile di vita quando si mette con Nadine e, successivamente, gli verrà diagnosticato un cancro che non gli permetterà più di avere dei bambini. Proprio per questo conserva i due flaconi di sperma. Quando si innamora di Farah fa di tutto per conquistarla ma, nel momento in cui la ragazza sta per sposarsi con Tarek, decide di lasciarla andare. È un padre molto presente per tutti e tre i suoi figli e, all'inizio della terza stagione, ha un legame molto amichevole con entrambe le madri dei bambini. Ha sempre cercato di far ricredere, dimostrandogli di non essere una delusione come figlio, fino a quando scopre di essere stato adottato. Mariam quarta stagione, viene cacciato dal Eden da sua sorella Aliaa e si trasferisce temporaneamente da Farah, Magda e Farid, poi andrà a vivere in un monolocale e diventerà un bravo agente immobiliare. Si rimetterà anche insieme a Farah, con grande gioia di tutti, soprattutto del piccolo Farid, e alla fine della serie la sposerà. Allo stesso tempo, grazie al nuovo rapporto che i due hanno instaurato, i sentimenti per Farah riemergeranno e i due torneranno insieme, iniziando una nuova relazione molto più seria e matura del passato, che progredirà molto velocemente portandoli in breve tempo ad un passo dalla convivenza e dal matrimonio, ma il ritorno di Tareq, in realtà ancora vivo, rimescolerà le carte ancora una volta. Nonostante questo, però, Farah stavolta sceglierà Shady perché capirà che quello che ha costruito con lui è bello, reale e solido, che lo ama e ormai è lui il suo futuro e che la storia con Tareq è stata ugualmente importante, ma ormai appartiene al passato e lei è andata avanti, perciò, con grande gioia di tutti, soprattutto del piccolo Farid, i due coroneranno il loro sogno d'amore e si sposeranno nel finale di serie.
- Nadine (stagioni 1-5), interpretata da Heba Abdel Aziz, doppiata da Giorgia Brasini. Intrigante moglie di Shady, perfida e bugiarda. Il suo vero nome è Nira, ma quando è scappata dalla sua terra d'origine, ha preso il nome Nadine. Inizialmente sembrava avesse sposato Shady solo per i suoi soldi ma poi, nel corso delle stagioni, si dimostra sinceramente innamorata di lui tanto che, mentre l'uomo instaura una relazione con Farah, lei ruba l'ultimo campione del suo sperma e si insemina da sola partorendo, poi, due gemelle. È calcolatrice, snob, molto legata ai soldi e senza scrupoli ma è disposta a tutto per le persone a cui vuole bene. Inizialmente non riesce ad avere un buon rapporto con le gemelle ma poi, a lungo andare, si dimostrerà un'ottima madre. Inoltre, lei e Farah, dopo aver stabilito di essere una famiglia, avendo entrambe avuto dei figli dallo stesso uomo, diventeranno amiche. Nelle ultime stagioni, scoprirà di essere bisessuale innamorandosi del suo avvocato.
- Magda/Jojo (stagioni 1-5), interpretata da Arfah Abdulrasool, doppiata da Doriana Chierici. La nonna di Jane soprannominata, proprio per questo, "grandmother" (ossia il termine per dire "nonna" in inglese). La nonna di Farah soprannominata, proprio per questo, "Jojo". È arrivata in Alexandria dal Egitto assieme a suo marito, poi defunto, Farid che ha sempre profondamente amato. È lei che spinge Farah a non concedersi prima del matrimonio. È sempre presente e, benché molto spesso si trovi in disaccordo con Dalal, ha un profondo legame con entrambe le donne. Miriam terza stagione inizia a lavorare come commessa in un negozio del Eden e s'innamora del suo collega, che sposerà per permettergli di ottenere la e andare in Stati Uniti a trovare la sua madre morente senza rischiare di non tornare in Egitto. In seguito i due divorzieranno, ma poi, dopo essersi chiariti sui loro sentimenti, si risposeranno. Miriam quarta stagione, diventerà ufficialmente una cittadina Egitto.
- Maged El Alfy (stagioni 1-5), interpretato da Tamer Farag, doppiato da Simone D'Andrea. Famoso attore di telenovela e il padre di Farah, che ha ignorato la sua esistenza fino a quando Dalal glielo ha rivelato. Alla fine della terza stagione si sposerà con lei. È una figura comica e molto egocentrica, ma sarebbe disposto a fare di tutto per sua figlia e per Dida e ha un ottimo rapporto con Jojo, che è una sua fan sfegatata, e anche con Tareq, che considera il suo migliore amico. Ha recitato in varie telenovela, la più famosa è Laheeb Al Qobtan, di cui verrà prodotta anche la versione arabo intitolata This is Mars, che lo porterà a trasferirsi al Cairo insieme a Dalal.
- Tareq/Hamza (stagioni 1-3, 5, guest star stagione 4)[13], interpretato da Mohamed Al Kilany, doppiato da Dimitri Winter. Detective fidanzato di Farah. I due si lasciano nel corso della prima stagione, perché Farah si rende conto di provare qualcosa per Shady. Nella seconda stagione, viene scelto come padrino per il piccolo Farid e lui e Farah si sposeranno. Tarek è follemente innamorato di Farah e la conosce come nessun altro. La prima notte di nozze la sua collaboratrice, che in realtà era Myriam, gli spara, causandogli una ferita profonda. Non superando i test fisici per rientrare in polizia, decide di fare l'avvocato. A seguito della sua morte, dovuta alle complicazioni della ferita, la serie avrà uno sbalzo temporale di tre anni. Nel finale della quarta stagione si scopre che non è morto veramente, che ha avuto un'amnesia provocata da Miriam/Assi Al Ghoul. Da quel momento si chiama Hamza, vive in un ranch nel Montana, possiede un cane di nome Bo ed è un tipo semplice e schietto ma anche poco socievole, soprattutto con Farah, fino a quando recupera la memoria e le propone di andare nel Montana con lui per qualche giorno. I due si rendono conto di essere cambiati troppo per poter stare di nuovo insieme e ufficializzano il divorzio. Si metterà insieme alla sua vicina Tareq e diventerà padre di un bambino.
- Farid (stagioni 4-5, ricorrente stagioni 2-3, guest star stagione 1), interpretato da Adam Wahdan, doppiato da Adrian Alto. È il figlio di Shady e Farah, che lo chiamano così in onore del nonno di quest'ultima, morto molti anni prima. Il suo nome completo in realtà è Farid, ma viene chiamato da tutti semplicemente Farid. È soprannominato Farid da nonno Maged e Signor Faccino Dolce da sua madre ed è il primo maschio nato nella famiglia Farah da generazioni. Durante la crescita, ha alcune difficoltà di apprendimento e disciplina, che si scopriranno poi essere dovute ad un disturbo di deficit di attenzione e iperattività (ADHD), diagnosticatogli nell'ultima stagione.
- Voce narrante (stagioni 1-5) voce originale di George Azmy (stagioni 1-2) / Ahmed El Garhy (stagioni 3-5)[14], (Guest star stagione 4) Maha Bahnassy, voce nella versione italiana di Massimo Lopez. Il narratore della serie, comico ed emotivo. Nell'ultimo episodio della quinta stagione si scopre che è Farid, il figlio di Farah e Shady, da adulto.

### Personaggi ricorrenti
- Dr. Aliaa Wahdan (stagioni 1-5), interpretata da Mariam Al Khosht, doppiata da Angela Brusa. Sorella ex-alcolista di Shady, è anche il medico che accidentalmente insemina artificialmente Farah e l'amante di Mariam/Assi Al Ghoul. Alla fine della terza stagione, scopre di essere l'unica erede del Eden, ma nella quarta, convinta di essere di nuovo impazzita, decide di trasferirsi in un ospedale psichiatrico, per poi scappare, dare in beneficenza le sue quote dell'hotel e andare a vivere in un appartamento tutto suo, ma fa molta fatica a dimenticare Rose, per questo continuerà ad aiutarla di nascosto, ma poi si scoprirà che in realtà collaborava con la polizia per incastrarla.
- Mariam/Assi Al Ghoul (stagioni 1-5), interpretata da Hiba Dagher (stagioni 1-2) / Mariam Mishref (stagioni 3-5), doppiata da Letizia Scifoni.

### Guest star
- Abu: sé stesso (stagione 1)
- Hanan: sé stessa (stagione 1)

## Episodi
| Stagione         | Episodi | Prima TV USA | Prima TV Italia |
| ---------------- | ------- | ------------ | --------------- |
| Prima stagione   | 22      | 2019-2020    | 2020            |
| Seconda stagione | 22      | 2020         | 2021            |
| Terza stagione   | 22      | 2021         | 2021            |
| Quarta stagione  | 22      | 2021         | 2022            |
| Quinta stagione  | 22      | 2022         | 2022            |

## Produzione
La serie è diretta da Wael Farag e Ahmed El Gendy, creata da Jennie Snyder Urman, scritta da Amr Medhat e Mahmoud Ezzat e prodotta da S Productions (Sally Wally).

### Adattamento
La serie è un adattamento arabo della serie televisiva statunitense Jane the Virgin, andata in onda dal 2014 al 2019.

### Pre-produzione
Scritto e diretto da Wael Farag e Ahmed El Gendy, il drama è un remake della serie TV statunitense del 2014-2019 Jane the Virgin, a sua volta adattata dalla soap opera venezuelana del 2002 Juana la virgen. Prima di optare per Asmaa Abulyazeid, la protagonista è stata chiamata provvisoriamente Farah.
La produzione ha deciso di realizzare il remake perché "siamo rimasti affascinati dalla storia imprevedibile e dalla drammaticità intensa della storia femminile originale che si svolge attorno a tre generazioni di madri e figlie", concentrandosi sul reinterpretare l'ambientazione americana e venezuelana secondo i canoni arabi.

### Casting
Il casting di Asmaa Abulyazeid e Ahmed Magdy nei ruoli dei protagonisti è stato riportato dai media sudcoreani il 15 luglio 2018; le agenzie dei due attori hanno risposto che stavano valutando positivamente l'offerta.
Asmaa Abulyazeid ha guardato Jane the Virgin immediatamente dopo aver letto la sceneggiatura del remake e averla trovata "veramente divertente". La visione l'ha convinta ad apparire nel drama, perché "[Jane the Virgin] era così interessante che ho guardato tutti gli episodi in una volta sola". Rania Youssef, invece, ha accettato il ruolo di Shady Wahdan a causa dei "bei ricordi" di quando Ahmed El Gendy e Wael Farag l'aveva diretto nel 2019. Mohamed Al Kilany, né Heba Abdel Aziz hanno guardato Jane the Virgin; il secondo ha spiegato che avrebbe interferito con il suo tentativo di dare "un'atmosfera diversa" alla sua recitazione.

### Riprese
Le riprese sono iniziate a ottobre 2018. Il 1º dicembre; quattro membri del personale sono risultati positivi, mentre Asmaa Abulyazeid, Ahmed Magdy e Mohamed Al Kilany negativi. Farah è tornato al lavoro il 16 dicembre, una volta guarito.

## Trasmissione
Miss Farah è stato presentato in anteprima su MBC4 su Dubai One il 29 dicembre 2019, durante la stagione televisiva 2019-20. Unico per MBC4, è l'unico programma della rete a presentare a Lingua inglese traccia audio sul secondo programma audio canale; tuttavia, poiché molte stazioni MBC4 di solito non supportano il canale SAP per mancanza di necessità, questo è più limitato rispetto alle reti principali, richieste dal FCC avere un canale SAP per il Descriptive Video Service traccia, che come rete minore l'MBC4 non è tenuto a trasportare.

### Trasmissione internazionale
| Stato               | Canale |
| ------------------- | --- |
| Egitto              | Mix One, Alassema Tv, Al Nahar Movies, Yango Play, Starz On, Free TV, MBC Masr, MBC Masr 2, MBC Masr Drama |
| Arabia Saudita      | MBC4, MBC2, MBC Max, MBC+ Variety, MBC Persia, Dubai One, Shahid VIP, STAR World, Fox Arabia, Space Power TV, Zee Aflam, Fox Life, B4U Aflam, OSN Yahala Al Oula, OSN TV Yahala Bil Arabi (OSN Yahala Bil Arabi), OSN, OSN+, OSN Play, OSN On Demand, OSN Series, OSN Binge, OSN Series Comedy, OSN Comedy, OSN Series First (OSN Series Prime), OSN Woman (OSN W), OSN Showcase, OSN TV Now, OSN TV One, OSN TV Comedy, OSN Mix, TeenNick Arabia, LBC Sat, Rotana Drama, OSN, Weyyak Z5, Paramount+, Spacetoon Go, beIN Series, MBC Loud FM, Z Living |
| Emirati Arabi Uniti | MBC4, MBC2, MBC Max, MBC+ Variety, MBC Persia, Dubai One, Shahid VIP, STAR World, Fox Arabia, Space Power TV, Zee Aflam, Fox Life, B4U Aflam, OSN Yahala Al Oula, OSN TV Yahala Bil Arabi (OSN Yahala Bil Arabi), OSN, OSN+, OSN Play, OSN On Demand, OSN Series, OSN Binge, OSN Series Comedy, OSN Comedy, OSN Series First (OSN Series Prime), OSN Woman (OSN W), OSN Showcase, OSN TV Now, OSN TV One, OSN TV Comedy, OSN Mix, TeenNick Arabia, OSN, Weyyak Z5, Paramount+, Spacetoon Go, Gulli Bil Arabi, Comedy Central Arabia, Nickelodeon Arabia, MTV Middle East, beIN Series, MBC Loud FM, Z Living |
| Medio Oriente       | MBC4, MBC2, MBC Max, MBC+ Variety, MBC Persia, Dubai One, Shahid VIP, STAR World, Fox Arabia, Space Power TV, Zee Aflam, Fox Life, Mix One, Alassema Tv, Al Nahar Movies, B4U Aflam, OSN Yahala Al Oula, OSN TV Yahala Bil Arabi (OSN Yahala Bil Arabi), OSN, OSN+, OSN Play, OSN On Demand, OSN Series, OSN Binge, OSN Series Comedy, OSN Comedy, OSN Series First (OSN Series Prime), OSN Woman (OSN W), OSN Showcase, OSN TV Now, OSN TV One, OSN TV Comedy, OSN Mix, TeenNick Arabia, LBC Sat, Rotana Drama, OSN, Weyyak Z5, Paramount+, Spacetoon Go, Yango Play, LBC Sat, Rotana Drama, Gulli Bil Arabi, Starz On, Comedy Central Arabia, Nickelodeon Arabia, MTV Middle East, Free TV, MBC Masr, MBC Masr 2, beIN Series, MBC Loud FM, MBC Masr Drama, Z Living |
| Iran                | MBC Persia |

## Romanzo
È stato pubblicato un romanzo tie-in, basato sul libro che Farah scrive nello spettacolo. La storia è un romanzo storico ambientato a Hurghada nel 1902. Nella serie, la trama del libro è ispirata alla storia d'amore di Farah e Tareq.
| Titolo       | Pubblicata       | Editrice         |
| ------------ | ---------------- | ---------------- |
| Snow Falling | 14 novembre 2021 | Simon & Schuster |

## Premi e riconoscimenti
Lo spettacolo è stato premiato dai Grammy Awards, People's Choice Awards, Golden Globe Awards, Critics' Choice Awards, Primetime Emmy Awards e i Image Awards, nonché premiati dall'American Film Institute e dai George Foster Peabody Awards. Nell'ambito dei Grammy Award annuali ha ottenuto il Miglior performance pop di un duo o un gruppo, diventando la prima collaborazione femminile a vincere tale premio.
- 2020 - Critic's Choice Television Awards
  - Candidatura per la miglior serie commedia
  - Candidatura per la miglior attrice in una serie a commedia a Asmaa Abulyazeid
  - Candidatura per il miglior attore non protagonista in una serie commedia a Tamer Farag
- 2020 - People's Choice Awards
  - Favorite New TV Comedy

Grammy Awards
- 2021 - Grammy Awards[32][33][34][35]
  - Candidatura alla miglior colonna sonora per i media visivi per Al Anesa Farah (Music from the Original TV Series)
  - Miglior canzone per arti visive a Ramage, Nicki Minaj, MAZ, Abo-Z, Latino, Mohamed Yehia, Wassim Salibi, Massari, Frank Dukes, Metro Boomin, Louis Bell e Benny Blanco per Malyan Hekayat Ya Lil (مليان حكايات يا ليل)
  - Miglior colonna sonora per arti visive a Adel Hakki
  - Miglior raccolta di colonna sonora per arti visive a AA.VV.
  - Candidatura alla miglior canzone scritta per un visual media
  - Miglior videoclip
  - Malyan Hekayat Ya Lil (مليان حكايات يا ليل) - Ramage ft. Nicki Minaj
  - Ahwak (أهواك) - Abu
  - Miglior performance pop di un duo o un gruppo
  - Miglior canzone R&B
  - Candidatura alla Registrazione dell'anno
  - Candidatura alla Canzone dell'anno
  - Candidatura alla Miglior interpretazione R&B

Emmy Awards
- 2020 - Primetime Emmy Awards
  - Miglior narratore a George Azmy
- 2021 - Primetime Emmy Awards
  - Miglior narratore a George Azmy
- 2022 - The Joy Awards
  - Candidatura per la miglior serie commedia
  - Candidatura per la miglior attrice in una serie a commedia a Asmaa Abulyazeid
  - Candidatura per il miglior attrice non protagonista in una serie commedia a Rania Youssef
- 2022 - Arab Drama Critics Awards
  - Migliore attrice in una serie commedia o musicale a Asmaa Abulyazeid
  - Candidatura per la miglior serie commedia o musicale
  - Candidatura per il miglior attrice non protagonista in una serie commedia a Rania Youssef

Golden Globe Awards
- 2020 - Golden Globe Awards
  - Migliore attrice in una serie commedia o musicale a Asmaa Abulyazeid
  - Candidatura per la miglior serie commedia o musicale
- 2021 - Golden Globe Awards
  - Candidatura per la migliore attrice in una serie commedia o musicale a Asmaa Abulyazeid
- 2022 - Golden Globe Awards
  - Candidatura per la migliore attrice in una serie commedia o musicale a Asmaa Abulyazeid

## Colonna sonora
Il progetto discografico viene riconosciuto con il Grammy Award alla miglior colonna sonora per i media visivi, detenendo il record per il maggior numero di vittorie nella categoria nella storia della premiazione.
Il progetto verrà alla fine accantonato e la ninna nanna di Farah sarà infine composta dal musicista Adel Hakki, autore di altre grandi colonne sonore per del 2019. La colonna sonora è stata pubblicata il 5 ottobre 2020 dall'etichetta El Jefe Records, Music Yard, SeVeN Pictures, Universal Music MENA, Universal Arabic Music e Republic Records e come quasi tutto differisce dagli altri capitoli. La colonna sonora del serie televisiva, Al Anesa Farah (Music from the Original TV Series Soundtrack) è l'album discografico colonna sonora del serie televisiva Miss Farah diretto da Wael Farag e Ahmed El Gendy, pubblicato il 5 ottobre 2020 distribuita il 5 ottobre 2020, è stata prodotta da Ramage, Nicki Minaj, Adel Hakki, Abu, Hanan, Mohamed Atef Elhelw, Mokhtar El Sayeh, Madian, Wassim Slaibi, Said El Artist, Abu, Benny Blanco, Louis Bell, Frank Dukes, Metro Boomin, Martin Adium Sinotte, MAZ, Sari Abboud e MAZ con la supervisione di Adel Hakki. Il progetto vede la partecipazione di numerosi artisti, tra cui Hanan, Ramage, Asmaa Abulyazeid, Mohamed Al Kilany, Nicki Minaj e Abu. Nel corso di un anno, avevano stilato una lista di artisti che volevano nella colonna sonora e, durante il montaggio del serie televisiva in post-produzione, mostravano scene del serie televisiva a questi artisti in modo che si potessero immedesimare nell'atmosfera.
Il brano Malyan Hekayat Ya Lil di Ramage featuring Nicki Minaj viene pubblicato come primo singolo il 12 marzo 2020. Il secondo singolo, Ahwak, interpretato da Abu viene pubblicato il 25º agosto 2019. Il terzo singolo Al Farah (Ya Bakhta Biya), interpretato da Asmaa Abulyazeid e Mohamed Al Kilany viene pubblicato il 14 dicembre 2020.

### Il disco
Il brano Malyan Hekayat Ya Lil di Ramage featuring Nicki Minaj viene pubblicato come primo singolo il 12 marzo 2020. Il secondo singolo, Ahwak, interpretato da Abu viene pubblicato il 25º agosto 2019. Il terzo singolo Al Farah (Ya Bakhta Biya), interpretato da Asmaa Abulyazeid e Mohamed Al Kilany viene pubblicato il 14 dicembre 2020. Adel Hakki rivelò in un'intervista di MBC4 e Dubai One che Ya Lil della Ramage sarebbe stata inclusa nella colonna sonora del serie televisiva.
Il composto da 17 tracce, presenta brani con la partecipazione di Nicki Minaj.
Ancor prima della messa in onda della serie è stata distribuita la canzone Ya Lil, cantata da Ramage, la quale ha curato anche le musiche insieme ad Nicki Minaj. Il brano si ispira al tema musicale della serie Jane the Virgin, adattamento dell'originale versione arabo del format in onda sull'emittente The CW, Si basa sulla telenovela a sua volta adattata dalla soap opera venezuelana del 2002 Juana la virgen creata da Perla Farías, realizzato completamente con la chitarra.
Nell'aprile del 2019, il manager degli Abu, Ahwak, non sarebbe stato incluso nella colonna sonora del serie televisiva. Wael Farag e Ahmed El Gendy ha quindi deciso di scritturare Abu per interpretare un, con il titolo Ahwak. Gli Abu co-autori e della canzone.

## Descrizione
Si tratta della colonna sonora che i tre artisti hanno realizzato per il serie televisiva Al Anisa Farah diretto da Wael Farag e Ahmed El Gendy. Oltre alle otto composizioni sono presenti anche quattro brani interpretati da altri artisti: Ya Leily Ah di Hanan, Al Farah (Ya Bakhta Biya) di Asmaa Abulyazeid e Mohamed Al Kilany, Ahwak degli Abu e Ya Lil di Ramage stessa. Gli ultimi due brani sono stati inoltre estratti come singoli.
Il brano vede compresenza nel testo delle tre lingue degli artisti: arabo della Ramage e inglese della Minaj, Ya Lil è stata scritta da Massari, Martin Adium Sinotte, Benny Blanco, Ramage, Nicki Minaj, Carl Austin Rosen, Louis Bell, Frank Dukes, Metro Boomin, Madian, Mohamed Yehia, MAZ, Abo-Z, Latino. Il brano è stato, insieme a Oh Night, la prima canzone originale a essere presente nella serie.
È cantata per la prima volta nell'episodio Capitolo 1: Pilot e Capitolo 6 e Capitolo 66 e Capitolo 67 e Capitolo 110, sedicesimo della seconda stagione. Il testo si ispira ai sentimenti che i ragazzi del Dida provano ogni volta che qualcuno gli lancia una granita in faccia, li offende o li emargina. Non solo: è stata utilizzata nell primo episodio di The 45 Rules of Divorce (قواعد الطلاق ال45),
È cantata principalmente da Rania Youssef, hanno inoltre ruoli minori nella canzone voce Ramage la partecipazione vocale della rapper trinidadiana Nicki Minaj.
Prima traccia del disco Ya Lil che vede Ramage la partecipazione vocale della rapper trinidadiana Nicki Minaj stata descritta come un brano trap.
Il brano vede compresenza nel testo delle tre lingue degli artisti: arabo della Abu, Ahwak è stata scritta da Massari, Martin Adium Sinotte, Benny Blanco, Mokhtar El Sayeh, Abu. Il brano è stato, insieme a I Love You, la seconda canzone originale a essere presente nella serie.
È cantata principalmente da Abu, hanno inoltre ruoli minori nella canzone voce Abu. È cantata per la seconda volta nell'episodio Capitolo 1: Pilot e Capitolo 2 e Capitolo 16 e Capitolo 66 e Capitolo 109 e Capitolo 110, sedicesimo della seconda stagione. Il testo si ispira ai sentimenti che i ragazzi del Abu provano ogni volta che qualcuno gli lancia una granita in faccia, li offende o li emargina.
Il brano vede compresenza nel testo delle tre lingue degli artisti: arabo della Asmaa Abulyazeid e Mohamed Al Kilany, Al Farah (Ya Bakhta Biya) è stata scritta da Massari, Martin Adium Sinotte, Benny Blanco, Menna Adli Al Qaii, Ehab Abd El Wahed, MAZ, Abo-Z, Latino, Said El Artist, Mohamed Atef Elhelw. Il brano è stato, insieme a The Joys (Oh My Goodness), (The Wedding), la terza canzone originale a essere presente nella serie.
È cantata principalmente da Asmaa Abulyazeid e Mohamed Al Kilany, hanno inoltre ruoli minori nella canzone voce Asmaa Abulyazeid e Mohamed Al Kilany. È cantata per la terza volta nell'episodio Capitolo 44 e Capitolo 110, sedicesimo della seconda stagione. Il testo si ispira ai sentimenti che i ragazzi del Abu provano ogni volta che qualcuno gli lancia una granita in faccia, li offende o li emargina.

## Antefatti
Il 14 ottobre 2020 Rolling Stone ha confermato che la colonna sonora del serie televisiva Miss Farah sarà prodotta da Martin Adium Sinotte e Massari e includerà canzoni originali di Ramage, Nicki Minaj, Hanan, Abu, Asmaa Abulyazeid e Mohammed Al Kilany. Il 12 marzo 2020 Ramage è stata annunciata come prima artista a sorpresa della colonna sonora. Il 25 agosto 2019 Abu è stato annunciato come secondo artista a sorpresa della colonna sonora.

## Produzione musicale
Il progetto è stato prodotto da Adel Hakki con la supervisione di Adel Hakki, Adium e Massari nel 2019. La prima musica prodotta per la serie televisiva fu un sottofondo musicale voluto dalla regista per poter registrare delle scene che avrebbero costituito la base di un numero 1. dedicata agli album pop/R&B/hip hop. Martin Adium Sinotte, Massari e MAZ scrissero la base musicale, per poi riprenderla e produrre Ya Lil, interpretata da Ramage e Nicki Minaj. Nel corso di un anno, Martin Adium Sinotte, MAZ e Massari avevano stilato una lista di artisti che volevano nella colonna sonora e, durante il montaggio del serie televisiva in post-produzione, mostravano scene del serie televisiva a questi artisti in modo che si potessero immedesimare nell'atmosfera. ha descritto Ya Lil come una ballata/pop/hip hop/pop rap/R&B/cloud rap/trap, vede la partecipazione della rapper statunitense Nicki Minaj. La seconda musica prodotta per la serie televisiva fu un sottofondo musicale voluto dalla regista per poter registrare delle scene che avrebbero costituito la base di un numero 2. dedicata agli album R&B/funk/jazz/doo-wop. Martin Adium Sinotte, Massari e Mokhtar El Sayeh scrissero la base musicale, per poi riprenderla e produrre Ahwak, interpretata da Abu. Nel corso di un anno, Mokhtar El Sayeh e Massari avevano stilato una lista di artisti che volevano nella colonna sonora e, durante il montaggio del serie televisiva in post-produzione, mostravano scene del serie televisiva a questi artisti in modo che si potessero immedesimare nell'atmosfera. ha descritto Ahwak come una funk/pop/jazz/R&B/doo-wop.

### Tracce
Di seguito, la lista delle tracce della colonna sonora composta da vari artisti: La seguente è una lista delle canzoni utilizzate nel serie televisiva: Il 5 ottobre 2020 è stata pubblicata digitalmente la colonna sonora della prime due stagioni della serie televisiva, così come album di colonne sonore con la colonna sonora originale dello show di Adel Hakki.
Miss FarahOfficial Mixtape
1. Ramage – Millions of Stories, Oh Night (مليان حكايات يا ليل‎, (Remix) ft. Nicki Minaj) – 4:00 (Ramage, Onika Maraj, MAZ, Abo-Z, Latino, Mohamed Yehia, Wassim Salibi, Massari, Frank Dukes, Metro Boomin, Louis Bell, Benny Blanco, Benjamin Levin, Sari Abboud, Martin Adium Sinotte, Madian)
2. Abu – I Love You (أهواك‎) – 4:28 (Wassim Salibi, Massari, Abu, Mokhtar El Sayeh, Benny Blanco, Benjamin Levin, Wassim Salibi, Sari Abboud, Martin Adium Sinotte)
3. Asmaa Abulyazeid e Mohammed Al Kilany – The Joys (Oh My Goodness), (The Wedding) (الفرح (يا بخته بيا)‎) – 4:00 (testo: Asmaa Abulyazeid, Mohammed Al Kilany, Abo-Z, Massari, MAZ, Latino, Mohamed Yehia, Benjamin Levin, Wassim Salibi, Sari Abboud, Ehab Abd Elwahed, Menna Adli El Kiey – musica: Adel Hakki, MAZ, Benjamin Levin, Wassim Salibi, Sari Abboud, Martin Adium Sinotte)
4. Abu – Three Heartbeats (3 Heartbeats) (ثلاث دقات‎, ft. Yousra) – 4:36 (Abu, Yousra, Tamer Habib, Ramy Samir)
5. Ramage – Millions of Stories, Oh Night (مليان حكايات يا ليل‎) – 3:37 (Ramage, MAZ, Abo-Z, Latino, Mohamed Yehia, Wassim Salibi, Massari, Frank Dukes, Metro Boomin, Louis Bell, Benny Blanco, Benjamin Levin, Sari Abboud, Madian)
6. Hanan – Oh My Night Oh (يا ليلي آه‎) – 4:17 (Hanan, Adel Omar, Ibrahim Fahmy, Hamid El Shaeri)

### Deluxe bonus tracks
1. Hanan – Ya Leily Ah (Bonus track) - 4:17
2. Abu ft. Yousra – 3 Daqat (Bonus track) - 4:36
3. Ramage – Ya Lil (Videoclip) - 2:42
4. Abu – Ahwak (Videoclip) - 4:06
5. Asmaa Abulyazeid e Mohammed Al Kilany – Al Farah (Ya Bakhta Biya)

## Colonna sonora
1. Ahwak (أهواك) - Abu - (Canzone tematica di Farah e Shady)
2. Al Farah (Ya Bakhta Biya) (الفرح (يا بخته بيا)) - Asmaa Abulyazeid e Mohammed Al Kilany - (Canzone tematica di Farah e Tareq)
3. Ya Lil (يا ليل) - Ramage - (Canzone tematica di Farah, Dalal (Dida), Magda e Maged)
4. Ahwak (inst)
5. Al Farah (Ya Bakhta Biya) (inst.)
6. Ya Lil (inst.)

### Singoli
1. Ramage – Ya Lil
2. Abu – Ahwak
3. Asmaa Abulyazeid e Mohammed Al Kilany – Al Farah (Ya Bakhta Biya)
4. Abu ft. Yousra – 3 Daqat (Bonus track) - 4:36

Note
- Tutte le tracce sono stilizzate in minuscolo.

### Al Anesa Farah (Music from the Original TV Series Soundtrack)
La colonna sonora è stata affidata al musicista 32 musiche della serie sono state composte da Adel Hakki e sono state rilasciate il 5 ottobre 2020, già autore della colonna sonora di Miss Farah. con scelta dalla supervisore Adel Hakki. Il progetto verrà alla fine accantonato e la ninna nanna di Farah sarà infine composta dal musicista Adel Hakki, autore di altre grandi colonne sonore per del 2019. La colonna sonora è stata pubblicata il 5 ottobre 2020 dall'etichetta El Jefe Records, Universal Music MENA, Universal Arabic Music e Republic Records e come quasi tutto differisce dagli altri capitoli. La colonna sonora del serie televisiva, Al Anesa Farah (Music from the Original TV Series Soundtrack), distribuita il 5 ottobre 2020, è stata prodotta da Adel Hakki con la supervisione di Adel Hakki. Nel corso di un anno, avevano stilato una lista di che volevano nella colonna sonora e, durante il montaggio del serie televisiva in post-produzione, mostravano scene del serie televisiva a questi artisti in modo che si potessero immedesimare nell'atmosfera.
Il progetto discografico viene riconosciuto con il Grammy Award alla miglior colonna sonora per i media visivi, detenendo il record per il maggior numero di vittorie nella categoria nella storia della premiazione.

### Tracce
1. Al Farah (Sad) - 1:01
2. Carnival Percussion – 0:26
3. Clap Beats – 0:37
4. Claps and Stomps – 0:35
5. Fast Flamenco – 1:02
6. Fast Flamenco 2 – 0:59
7. Guitar Samba – 0:49
8. Mischevious Guitar – 1:04
9. Piano Samba – 0:38
10. Shady and Nadine – 0:52
11. Rubber Bass – 1:37
12. Sentimental Guitar – 1:09
13. Sneaky Guitar – 0:54
14. Swing Conga Dance – 0:44
15. Anesa Farah Avant Titre – 1:30
16. Glorious Intro – 0:29
17. Love Me Now – 0:39
18. Hero – 0:52
19. Mona Amour – 0:47
20. Latino – 0:41
21. Telenovela Bolero – 1:15
22. Suspense & Action – 1:08
23. Love for Farah – 1:18
24. Guitar, Pt. 1 – 0:50
25. Guitar, Pt. 2 – 0:43
26. Suspense – 1:13
27. Cappo – 1:39
28. New Suspense – 1:06
29. Ya Lil (Sad) – 1:06

## Formazione
Hanno partecipato alle registrazioni, secondo le note di copertina: Crediti adattati da Tidal e YouTube Music. Canciones individuales. Tutti i crediti sono adattati dalle note di copertina dell'album. Al Anesa Farah (Music from the Original TV Series). Registrato ai Dream Studio e ai SeVeN Pictures Sound Studios di Giza, Il Cairo, Egitto e agli Electric Feel Recording Studios di West Hollywood, California.
Musicisti e Produzione
- Metro Boomin – programmazione, strumentazione, produzione, programmatore (traccia 4)
- Frank Dukes – programmazione, strumentazione, produzione, registrazione, programmatore (traccia 1)
- Manny Marroquin – missaggio (traccia 1)
- Chris Galland – assistenza al missaggio (traccia 1)
- Jeff Jackson – assistenza al missaggio (traccia 1)
- Nick Burchall – mastering (traccia 1)
- Mike Bozzi – mastering (traccia 1)
- Bernie Grundman – mastering (traccia 1)
- Chris Athens – mastering (traccia 1)
- Louis Bell – produzione vocale, registrazione (traccia 1)
- Massari – produzione aggiuntiva, scrittura di canzoni, produzione
- Martin Adium Sinotte - scrittura die canzoni, produzione, mixaggio
- Madian – scrittura di canzoni (traccia 1)
- Ramage – scrivere canzoni, lirica, co-produzione, voce e cori, produzione vocale, arrangiamento vocale, ingegneria audio, tecnico del suono (traccia 1)
- Nicki Minaj – lirica, voce aggiuntiva, voci in primo piano, cantanti rap, scrittura, artista ospite, scrittura di canzoni (traccia 1)
- Carl Austin Rosen – scrittura di canzoni (traccia 1)
- Mohamed Yehia – scrivere canzoni, compositore, lirica (traccia 1)
- Abo-Z – scrivere canzoni; lirica, ingegnere del suono (traccia 1 e 3)
- Zonfol – pianoforte, chitarra elettrica, batteria, sassofono, chitarra, contrabbasso (traccia 1 e 3)
- Saeid Kamal – strings; concertmaster, violoncello, violino, viola, string arrangements, basso (traccia 1)
- Mokhtar El Sayeh – arrangiamento, produzione, basso (traccia 2)
- Abu – composizione di canzoni, lirica, voce e cori, chitarra acustica, produzione vocale, arrangiamento vocale, ingegnere del suono, chitarra, ukulele (traccia 2)
- Ahmed El Sennnary – pianoforte (traccia 2)
- Benny Blanco – tastiera, ingegneria del suono, registrazione, programmazione, produzione
- Shady Fekry – ingegnere del suono, mixaggio, mastering (traccia 2)
- Moheb Safa – recording engineer (traccia 2)
- Solly – tromba (traccia 2)
- Mohamed Labib – sassofono (traccia 2)
- Mohamed Safwat – sassofono (traccia 2)
- Ramy Samir – tamburo (traccia 2)
- Mafdy Thabet – ingegnere del suono (traccia 2)
- Colin Leonard – ingegnere del mastering (traccia 2)
- Dick Beetham – ingegnere di mastering
- Latino – mixaggio, assistant mixer, registrazione, scrittura di canzoni, ingegnere del suono, lirica, melodia, mastering, mix engineer (traccia 1 e 3)
- MAZ – scrivere canzoni, produzione, arrangiamento, compositore, melodie (traccia 1 e 3)
- Martin "Kemyst" Sinotte – mixaggio
- Adel Hakki – composizione, produzione, arrangiamento, compositore, melodie (traccia 3)
- Mostafa Aslan – chitarra (traccia 3)
- Noor Hashem – sassofono (traccia 3)
- Hassan Taher – produzione (traccia 3)
- Diaa Badr Tass – strumentazione e percussioni
- Mohamed Amin - arrangiamento musicale
- Tarek Gharib - bande di strumenti musicali
- Karim Tarek Gharib - bande di strumenti musicali
- Said El Artist – tamburo, marimba, strumentazione e percussioni (traccia 3)
- Mohamed Atef Elhelw – produzione, arrangiamento, mastering, ingegnere del suono, mixaggio (traccia 3)
- Asmaa Abulyazeid – scrivere canzoni, lirica, produzione vocale, arrangiamento vocale, voce e cori, ingegneria audio, tecnico del suono (traccia 3)
- Mohamed Al Kilany – scrivere canzoni, lirica, produzione vocale, arrangiamento vocale, voce e cori, ingegneria audio, tecnico del suono (traccia 3)
- Menna Adli Al Qaii – scrivere canzoni, lirica (traccia 3)
- Ehab Abd El Wahed – scrivere canzoni, compositore (traccia 3)
- Sherif Fahmy – chitarra

Registrazione e gestione
- Masterizzato, mixato, registrato e prodotto presso Dream Studio (Il Cairo (Egitto)), Abbey Road Studios (Londra, Inghilterra), Audio Animals Studio Ltd. (Londra, Inghilterra), SeVeN Pictures (Egitto), Music Yard (Il Cairo, Egitto), Metropolis Studios (Londra, Inghilterra), Sout El-Hob Entertainment (Giza, Egitto), BKP Group (Dubai, Emirati Arabi Uniti)
- Orchestra registrata a Abbey Road Studios Orchestra (Londra, Inghilterra), BKP Group (Dubai, Emirati Arabi Uniti), Capitol Recording Studio (Los Angeles, California)
- Mixato al MixStar Studios (Virginia Beach, Virginia), SeVeN Pictures (Egitto), Sout El-Hob Entertainment (Giza, Egitto), Dream Studio (Il Cairo, Egitto), Abbey Road Studios (Londra, Inghilterra), BKP Group (Dubai, Emirati Arabi Uniti), Audio Animals Studio Ltd. (Londra, Inghilterra)
- Masterizzato a Sterling Sound Studio (New York City (New York)), (Nashville (Tennessee)), SeVeN Pictures (Egitto), Sout El-Hob Entertainment (Giza, Egitto), Dream Studio (Il Cairo, Egitto), Abbey Road Studios (Londra, Inghilterra), Audio Animals Studio Ltd. (Londra, Inghilterra), BKP Group (Dubai, Emirati Arabi Uniti)
- Registrato, prodotto, mixato e orchestrato, mixato e masterizzato presso Champagne Therapy Studios (Los Angeles, California), Electric Feel Studios (West Hollywood, California), SeVeN Pictures (Egitto), Sout El-Hob Entertainment (Giza, Egitto), Audio Animals Studio Ltd. (Londra, Inghilterra), Abbey Road Studios (Londra, Inghilterra), BKP Group (Dubai, Emirati Arabi Uniti), MixStar Studios (Virginia Beach, Virginia)
- Orchestra registrata a Capitol Recording Studios (Los Angeles, California), Abbey Road Studios Orchestra (Londra, Inghilterra), BKP Group (Dubai, Emirati Arabi Uniti)
- Nicki Minaj appare per gentile concessione di Young Money Records e Cash Money Records

Note
- Le versioni fisiche di Al Anesa Farah (musica dalla serie TV originale) attribuiscono a Ramage e Abu "testi e melodie".